# معركة التل 731
معركة التل 731 ( (باليونانية: Μάχη του υψώματος 731) ) ، كانت معركة شرسة وقعت خلال الحرب العالمية الثانية في جنوب ألبانيا ، وهي جزء من الحرب اليونانية الإيطالية . بدأت في الصباح الباكر من يوم 9 مارس 1941 ، عندما شنت إيطاليا الفاشية هجومًا ( عملية بريمافيرا ) ضد اليونان ، بهدف الاستيلاء على الممر الجبلي الحرج المؤدي إلى وادي كالباكي، يعد التل 731 موقع استراتيجي على بعد 20 كيلومتر شمال كليسورا ( كيلسيري ) عند سفح جبل تريبيشينو، وهو في قلب الخط الدفاعي اليوناني. على الرغم من قيام القوات الإيطالية المتفوقة لهجومات متكرره وشديده لأكثر من أسبوعين، الا انها لم تنجح في السيطرة على التل 731 ، مما ساهم في فشل هجوم بريمافيرا وصد الإيطاليين.   

## الخلفية
بحلول نهاية عام 1940 ، قررت القيادة اليونانية وقف العمليات الهجومية واسعة النطاق في الجبهة الألبانية، مع السماح فقط للعمليات الهجومية المحلية لتعزيز الخطوط اليونانية حتى يتحسن الطقس.  في الواقع، خلال الأشهر الأولى من عام 1941 ، تحول القتال إلى طريق مسدود.و في ربيع عام 1941 ، رغبت القيادة الإيطالية في تحقيق النجاح ضد الجيش اليوناني قبل التدخل الألماني الوشيك. الخطة، التي وضعها الجنرال أوغو كافاليرو ، تصورت هجومًا واسع النطاق على 32 نقطة في وسط المواقع اليونانية. وكان الهدف من الهجوم الإيطالي لاختراق خطوط اليونانية، استعادة كليسورا، والتقدم نحو ليسكوفك و انينا .  وكان مفتاح الهجوم الإيطالي السيطرة علي تله معروفة باسم 731 ، والتي كانت في قلب الهجوم المخطط له.

## المعركة

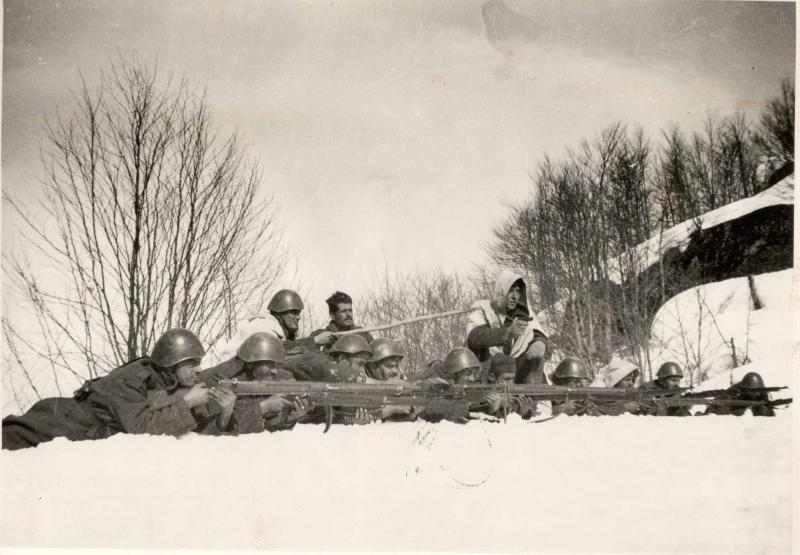
القوات اليونانية خلال هجوم الربيع الإيطالي

تم شن الهجوم الإيطالي، الذي تابعه الدكتاتور الإيطالي بينيتو موسوليني شخصيًا، في 9 مارس باستخدام وابل من المدفعية الثقيلة والقصف الجوي ؛ في القطاع الرئيسي، الذي دافعت عنه الفرقة اليونانية الأولى، تم إسقاط أكثر من 100000 قذيفة على طول 6   كم من الجبهة. وعلى الرغم من الهجوم المتكررة والقصف العنيف الذي حفر التربة، احتفظ المدافعون عن التل 731 خلال الفترة من 9 إلى 15 مارس.  وبدعم من المدفعية اليونانية، تمكنوا من الاستفادة من التضاريس وإطلاق هجمات مضادة. في عدة اوقات . وقد أعطى ديميتريوس كاسلاس ، بعد القصف، أمرًا لكل جندي بالوقوف على الأرض بغض النظر عن الظروف المحيطة وإذا حاول شخص ما التراجع فسيقوم هو بنفسه بإطلاق النار عليه وقتله. 

## ما بعد المعركة

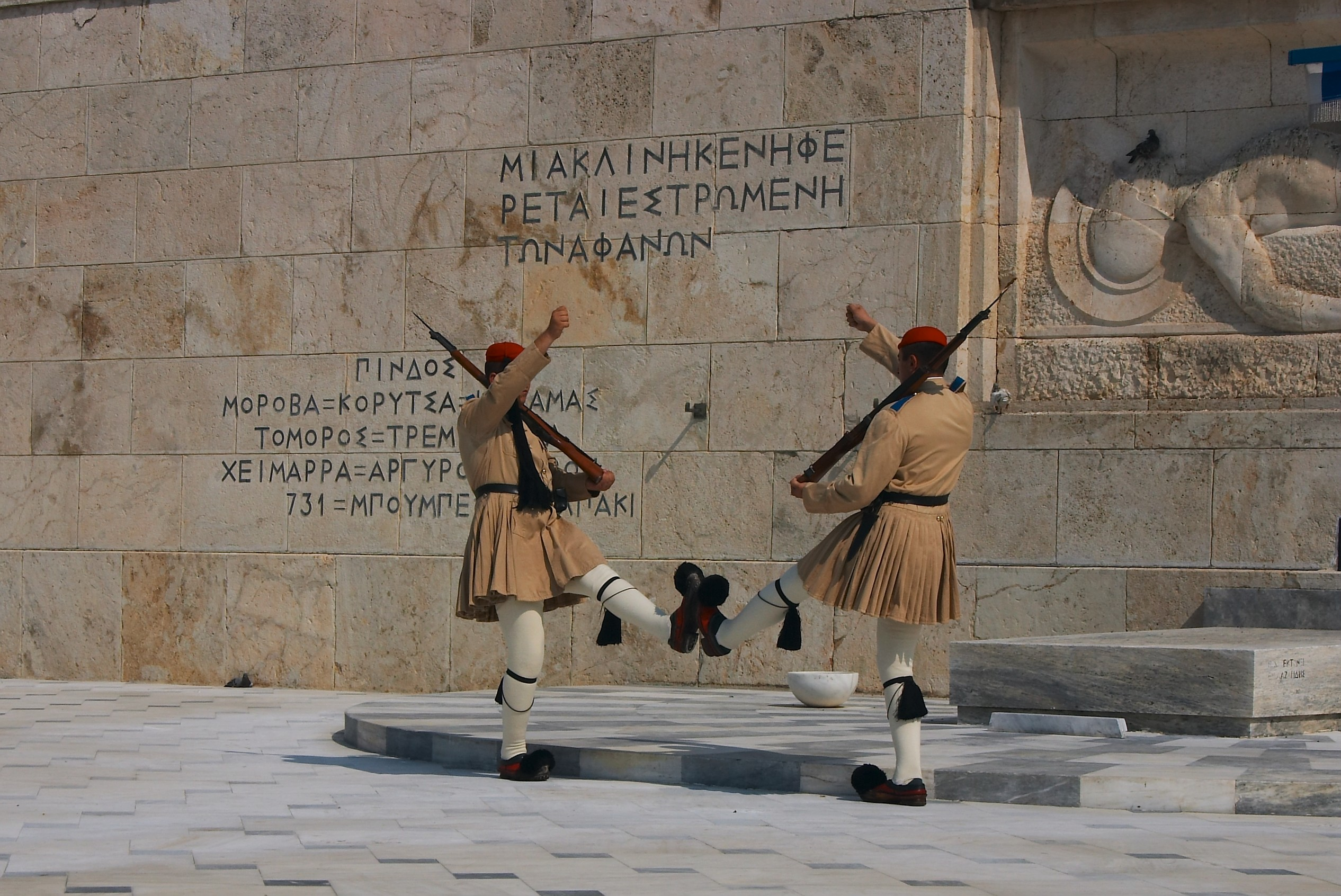
قبر الجندي المجهول في أثينا. يمكن رؤية النقش "731" في الصف الأخير من النص المنحوت على الحجر على اليسار.

تم وصف معركة التل 731 بأنها فردان الحرب اليونانية الإيطالية،  حين أشار آخرون إليها باسم ثيرموبيلاي الجديدة . لقد كان صراعًا دمويًا، حيث كان الجنود يشاركون غالبًا في القتال القريب والقتال مع كل ما لديهم. حول القصف الأرضي والجوي الشرس للتل، مما أزال كل الأشجار .
تمكن الجيش اليوناني من هزيمة القوات الإيطالي في مارس 1941 ، مما تسبب في خسائر فادحة. بعد فترة وجيزة، بدأ الغزو الألماني لليونان عبر بلغاريا (عملية ماريتا) في 6 أبريل، وخلق جبهة ثانية. تلقت اليونان تعزيزًا صغيرًا من القوات البريطانية المتمركزة في مصر، تحسباً للغزو الألماني. لقد فاق الهجوم الألماني عدد القوات اليونانية وكان معظم الجنود لا يزالون في الجبهة الألبانية. لم يتلق الخط الدفاعي البلغاري تعزيزات كافية وتم تجاوزه من قبل الالمان. حاصر الألمان القوات اليونانية على الحدود الألبانية، مما أجبرهم على الاستسلام وبدأت قوات الإمبراطورية البريطانية في التراجع. نجحت قوات الحلفاء لعدة أيام إيقاف تقدم الألماني الي ممر تيرموبيلاي ، مما أتاح للسفن الاستعداد لإجلاء القوات البريطانية. بالاخير وصل الألمان إلى أثينا في 27 أبريل وأكملوا غزو اليونان بالسيطرة على جزيرة كريت بعد شهر واحد. ونتيجة لذلك، احتلت القوات العسكرية في ألمانيا وإيطاليا وبلغاريا اليونان حتى أواخر عام 1944.

## الحواشي
1. ↑  Ιστ. Ελ. Εθν. 1978.
2. ↑  Carr 2013.
3. ↑  ΓΕΣ 1997.
4. 1 2 3  Gedeon 2001.
5. ↑  "Ο ταγματάρχης Δημήτριος Κασλάς που έγραψε το λαμπρό πολεμικό έπος του 1940 στο Ύψωμα 731 και έχει απογόνους στο Αγρίνιο". AgrinioNews (باليونانية). 27 Oct 2017. Archived from the original on 2019-08-27. Retrieved 2019-08-27.
6. ↑  Terzakis 1990.

## روابط خارجية
- معركة التل 731، أرشفة
- 7α 731
- γών τιτάνιος αςαστ ύψωμο ύψωμα 731 μέσα από το λόγιολόγιο τολόγιο υου Ταξίαρχου Δημήτρη Κασλά
- 7α 731: Θερμ Θερμοπύλες ποὺ δὲν ἔπεσαν